# Carlo Peretti
Carlo Peretti, né le 5 mars 1930 à Florence et mort le 1er juin 2018, est un joueur italien de water-polo. 

## Biographie
Carlo Peretti participe aux Jeux olympiques d'été de 1952 et remporte la médaille de bronze de la compétition.

## Palmarès

### Jeux olympiques
- Jeux olympiques d'été de 1952 à Helsinki,  Finlande
  -  Médaille de bronze.